# Thore Gustaf Halle
Thore Gustav Gustafsson Halle (25 de septiembre de 1884-12 de mayo de 1964) fue un botánico, briólogo (así publicó bajo sus nombres de nacimiento Thore Gustafsson) paleobotánico, y geólogo sueco. Fue director del Museo de Historia Natural de Estocolmo, donde dirigió la División de paleobotánica.

## Biografía
Desde 1903, Hall estudió geología y botánica en la Universidad de Upsala obteniendo el grado en el año 1906. En 1907, fue empleado de Alfred Gabriel Nathorst en el Departamento de paleobotánica del Rijksmuseum. Entre 1907 a 1909 viajó por investigaciones en América del Sur (islas Malvinas y parte continental de Argentina, Chile, Brasil) bajo la dirección de Carl Skottsberg. En 1911 se doctoró en Uppsala (Sobre la estructura geológica y la Historia de las Islas Malvinas) y se convirtió en profesor en la Universidad de Estocolmo. De 1916-17 estuvo en un viaje de investigación a China bajo Johan Gunnar Andersson (pero su colección en 1919 se perdió por naufragio, pero Hall fue repuesto en colaboración con geólogos chinos). En 1918 fue profesor y jefe de paleobotánica en el Rijksmuseum, sucediendo a Nathorst; donde tuvo como curador auxiliar paleobotánicoa a Carl Rudolf Florin. De 1921 a 1947 fue director del Rijksmuseum. En 1950 se jubiló.
Fue briólogo y reunió musgos especialmente en el área de Estocolmo. Su colección de más de 10.000 especímenes se hallan en el Rijksmuseum. Describió 1.913 plantas fósiles del Mesozoico de la Tierra de Graham en la Antártida, recogidas por Johan Gunnar Andersson en la expedición de Otto Nordenskjöld. Sus descubrimientos de Glossopteris fueron en las islas Malvinas, defendiéndolas en su tesis doctoral en 1911. También tillitas que apuntaban a las edades de hielo en el Paleozoico.

## Algunas publicaciones
- Einige krautartige Lycopodiaceen paläozoischen und mesozoischen Alters. Arkiv för Botanik 7 (5), 1 – 17, Estocolmo 1908

- Zur Kenntnis der mesozoischen Equisetales Schwedens. Kungl. Svenska Vetenskapsakademiens Handlingar Ny Följd 43 (1): 1 – 56, 9 Tafeln, Upsala & Estocolmo 1908

- A Gymnosperm with Cordaitean-like leaves from the Rhaetic Beds of Scania. Arkiv för Botanik 9 (14), 1-7, 1 Tafel, Estocolmo 1910

- On the Geological Structure and History of the Falkland Islands, Bulletin of the Geological Institution of University of Uppsala 11, 1911, p. 115-229 (disertación, Upsala)

- On Quarternary Deposits and Changes of Level in Patagonia and Tierra del Fuego, 1910

- The Mesozoic flora of Graham Land, Wissenschaftliche Ergebnisse der Schwedischen Südpolar-Expedition 1901 - 1903, Generalstabens litografiska Anstalt. Estocolmo 1913, p. 1-123.

- Some mesozoic plant-bearing deposits in Patagonia and Tierra del Fuego and their floras. Kungl. Svenska Vetenskapsakademiens Handlingar Ny Följd 51 (3) 1 – 1958, 5 Tafeln, Upsala & Estocolmo 1914

- Lower Devonian plants from Røragen in Norway, Kungliga Svenska Vetenskapsakademiens Handlingar 57, 1916, p. 1-46

- On the sporangia of some Mesozoic ferns. Arkiv för Botanik 17 (1), 1-28, Tafeln, Estocolmo 1922

- Palaeozoic Plants from Central Shansi, Palaeontologica Sinica Series A 2(1), 1927, p. 1-316

- The structure of certain fossil spore-bearing organs believed to belong to the Pteridosperms, Kungliga Svenska Vetenskapsakademiens Handlingar 12 (6), 1933, p. 1-103

- De utdöda växterna, 2 v. Nordisk familjeboks förlags AB. Estocolmo 1938-1940

## Honores
- 1923: nombrado miembro correspondiente de la Sociedad Geológica de Londres.
- 1930: nombrado doctor honoris causa por la Universidad de Cambridge.
- 1939: vicesecretario de la Real Academia de las Ciencias de Suecia, miembro desde 1931.

- La abreviatura «T.Halle» se emplea para indicar a Thore Gustaf Halle como autoridad en la descripción y clasificación científica de los vegetales.[4]